# Dzalisi
Dzalisi (gruz. ძალისი) – wieś w Gruzji, w regionie Mccheta-Mtianetia, w gminie Mccheta. W 2014 roku liczyła 2104 mieszkańców.